# Historia Karelii

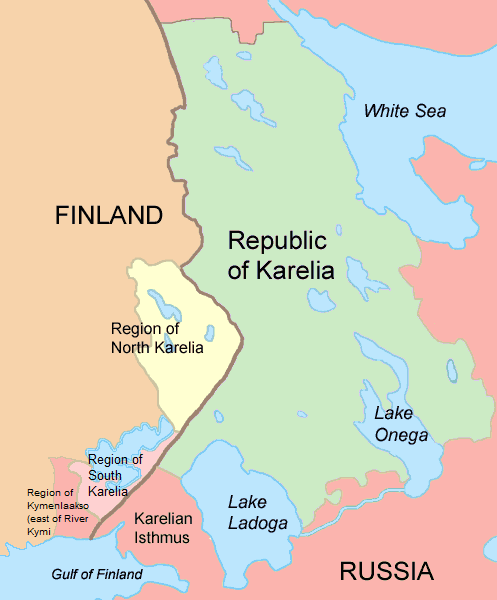
Mapa historycznej Karelii. Jasnozieloną barwą zaznaczono rosyjską Republikę Karelii, zaś na żółto i różowo - fragmenty krainy należące do Finlandii. Tzw. Przesmyk Karelski, na mapie oznaczony jako Karelian Isthmus, będący fragmentem historycznych ziem karelskich, nie wchodzi obecnie w skład tego kraju i jest częścią rosyjskiego obwodu leningradzkiego

## Prehistoria
Zasiedlanie obszaru dzisiejszej Karelii rozpoczęło się w IX-VIII tys. p.n.e. Głównymi zajęciami ówczesnych mieszkańców było myślistwo i rybołówstwo. Byli przedstawicielami kultury Suomusjärvi, do której przynależeli przodkowie ludów ugrofińskich. Pozostawiły po sobie zabytki, m.in. w postaci petroglifów. Od ok. 1500 roku p.n.e. zaczęto obrabiać brąz i stopniowo koczowniczy tryb życia ustępował uprawie roli i hodowli. Mimo to, ze względu na surowy klimat, przez długi czas nie odgrywały one istotnej roli. W połowie I tys. p.n.e. na terenach kraju rozpoczęto produkcję żelaza z lokalnych złóż, a narzędzia z niego produkowane zaczęto używać w życiu codziennym oraz jako przedmiot handlu. Obszary kraju zamieszkiwały wówczas plemiona ugrofińskie, które przez tysiące lat migrowały falami z dorzecza Wołgi i Kamy - przodkowie dzisiejszych Karelów (na większości terytorium), Wepsów (w pobliżu jezior Ładoga i Onega), oraz Lapończyków (na północy). W początku I tys. p.n.e. część Karelów zasiedliła tereny położone w pobliżu Zatoki Botnickiej i Morza Białego. 

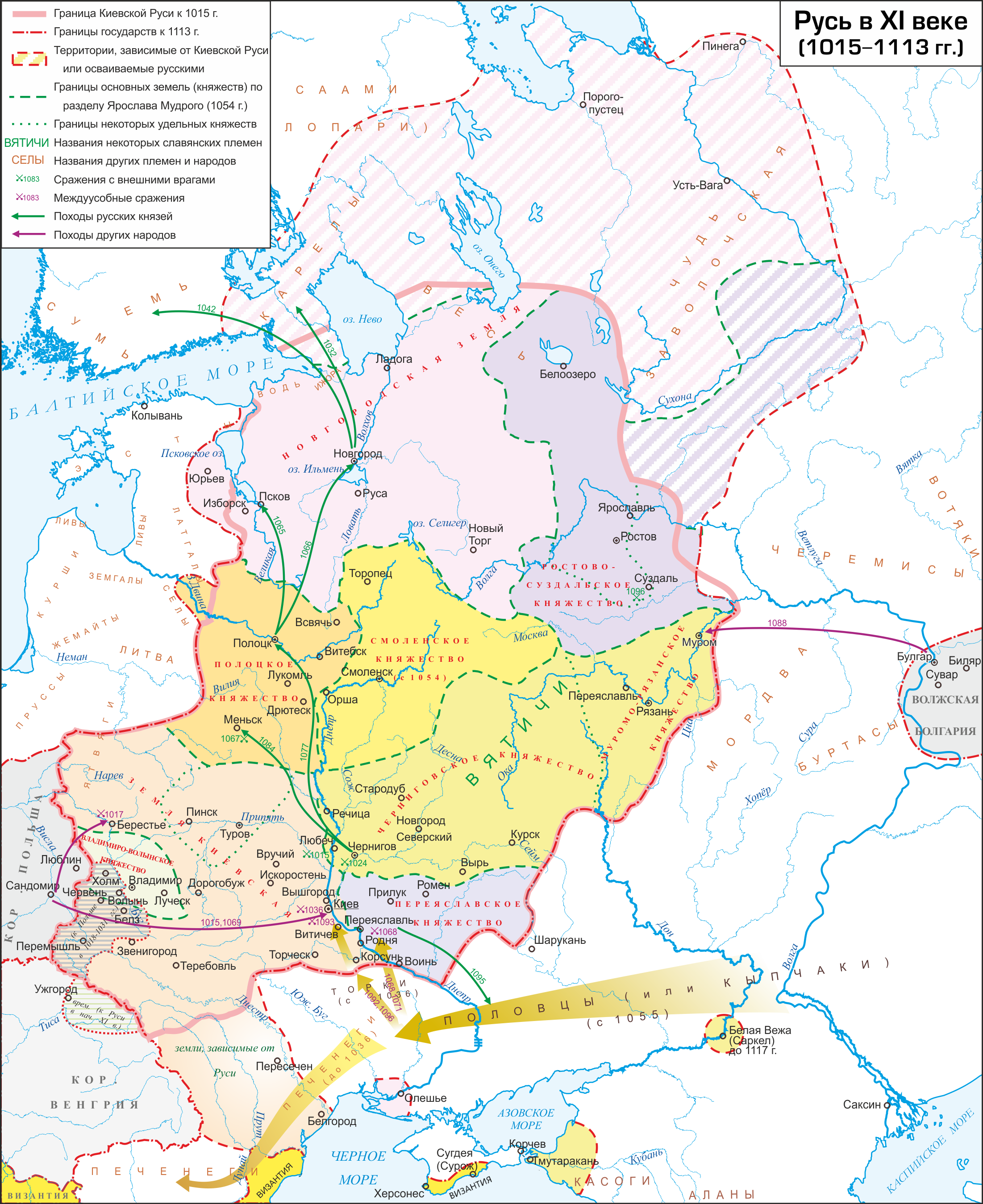
Karelia (ziemie zasiedlone przez Karelów) na mapie XI-wiecznej Rusi

### Źródła pisane
Pierwsze pisemne wzmianki o obszarze i ludach zamieszkujących tereny dzisiejszej Karelii pochodzą z VI w. n.e. W księdze Jordanesa O pochodzeniu i historii Gotów wśród narodów pokonanych przez wodza gockiego Germanaricha wymieniono także lud o nazwie «Thiudos in Aunxis», które to miano obecnie rozszyfrowuje się jako Czudowie Ołonieccy (w języku karelskim miasto Ołoniec nosi nazwę Anus, a w fińskim – Aunus). Zdaniem badaczy wyliczenie narodów znajdujące się w tej księdze jest jednak jeszcze starsze i zostało przez Jordanesa przepisane z dokumentu, który nie dotrwał do naszych czasów.
Inna, relatywnie wczesna pisemna wzmianka o Karelach pochodzi z końca VII w. i dotyczy władcy duńskiego (lub gockiego) – Ivara Vidfamme, który poniósł klęskę i zginął w bitwie w niezidentyfikowanej miejscowości nazywanej Karelskie Zalewy (prawdopodobnie nazwa ta nawiązuje do rozpowszechnionego na Przesmyku Karelskim typu wybrzeża). Zdarzenie to zostało opisane w Gesta Danorum oraz w Sadze o Inglingach.
Natomiast pierwsze pisemne wzmianki o innym z plemion, które złożyło się na powstanie współczesnej narodowości karelskiej - Ludynkach pochodzą z napisanej w latach 921-922 księgi muzułmańskiego podróżnika Ahmeda ibn Fadlana, w której opisuje on m.in. lud o nazwie Luud-aana, pod którą to nazwą kryje się południowy odłam dzisiejszych Karelów – Ludynkowie.

## Średniowiecze

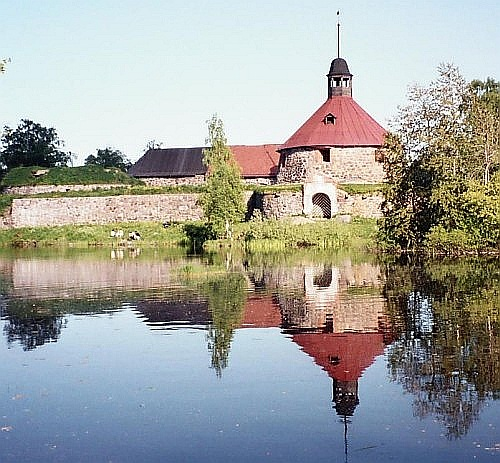
Zamek w Prioziorsku (fin. Käkisalmi), dawniej Korieli (Koreli) - średniowiecznej stolicy Karelii. Obecnie miasto leży poza granicami kraju, ok. 20 km. na południe, w obwodzie leningradzkim

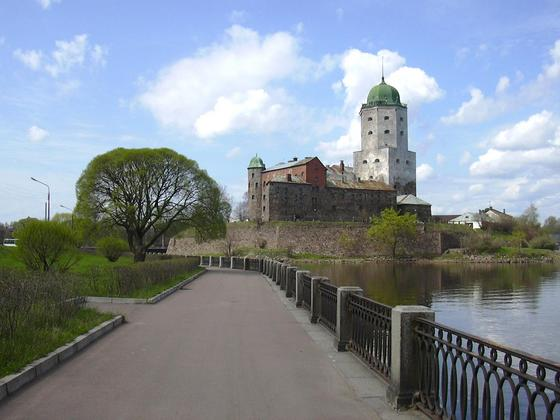
Zamek w Wyborgu, wybudowany przez Szwedów po założeniu miasta, mającego być bazą do dalszej ekspansji w Karelii (obecnie miasto nie wchodzi w skład Karelii, będąc częścią obwodu leningradzkiego).

W następnych wiekach pojawiły się wpływy kultury słowiańskiej i skandynawskiej, które były efektem rozwoju dalekosiężnego handlu przy dużym udziale miejscowej ludności. Pozwoliło to na rozwój gospodarczy Karelów i przekształcenie struktur rodowych w terytorialno-plemienne (Pitäjä), a z czasem utworzenia federacji plemion, tworzącą przedpaństwowy twór polityczny, zdolny przeciwstawić się napaściom Waregów. Powstała sieć grodów, pełniąca funkcje obronne, handlowe, a możliwe że niektóre także polityczne. W XI wieku w Karelii zaczęły nasilać się wpływy Rusi Kijowskiej (po 1054 roku Księstwa Nowogrodu). W niektórych latach popadała w zależność trybutarną, w niektórych stawała jako sojusznik, a często prowadziła z nią wojny. Dzięki rozwiniętemu handlowi południowa część Karelii osiągnęła stosunkowo wysoki poziom rozwoju gospodarczego i demograficznego. Karelowie utrzymywali ożywione kontakty handlowe nie tylko ze Słowianami, ale także z Normanami i Bułgarami Nadwołżańskimi. W północnej części obecnie istniejącej republiki dominowało plemię określanie jako Kvenowie (fińskie Kainuu), które trudniło się myślistwem, rybołówstwem i ściąganiem danin od Lapończyków. Rolnictwo odgrywało wśród nich bardzo niewielką rolę, ze względu na zimny klimat. W 1227 roku z ręki nowogrodzkiego księcia Włodzimierza Wsiewołodowicza formalnie przyjęli chrzest w obrządku prawosławnym, jednak w praktyce niemal wszyscy byli poganami (rok później chrzest przyjęli Wepsowie. W tym czasie można zauważyć zmiany w sposobie pochówku, który został przejęty od chrześcijańskiego. Karelowie zaczęli także popadać w zależność o charakterze lennym, co miejscowe elity uznały za zagrożenie dla bytu plemienia. Zaczęły one więc dążyć do stworzenia własnego państwa, co przejawiało się w prowadzeniu agresywnej polityki przeciwko sąsiadom. Karelowie częściej organizowali łupieskie wyprawy przeciwko Nowogrodowi i plemieniu Häme ze środkowej Finlandii, próbowali osiedlać się w północnej Karelii i na Półwyspie Kolskim. Pragnąc zyskać monopol na ściąganie danin od Lapończyków, napadali na norweskich kupców, którzy wyprawiali się tam w celu pozyskania futer, na które istniało duże zapotrzebowanie w Europie i które osiągały wysokie ceny. Karelscy przywódcy zaczęli zawierać bezpośrednie umowy handlowe z niemieckimi kupcami, pomijając pośrednictwo Nowogrodu, co przyczyniło się do wzrostu znaczenia głównego grodu i centrum plemiennego Käkisalmi (ros. Korela) - obecnego miasta Prioziorsk, znajdującego się poza granicami Karelii, w obwodzie leningradzkim. Innymi ośrodkami był Tiurinlinna, Aunus (ros. Ołoniec), Sortavala, Lahdenpohja i Viipuri (Wyborg). W latach 70. tego wieku Karelia weszła w skład Republiki Nowogrodu po kilkuletniej kampanii, podczas której nowogrodzianie spalili wiele karelskich grodów i wiosek. Młodzi mężczyźni z tego rejonu zaczęli chodzić w skład sił zbrojnych księstwa. Mieszkańcy Karelii walczyli wspólnie z Nowogrodzianami przeciw niemieckim i szwedzkim próbom ekspansji w rejonie Morza Bałtyckiego. Mimo tego w końcu XIII w. Szwedzi opanowali część ziem w południowo-zachodniej Karelii, w rejonie Przesmyku Karelskiego, gdzie  w 1293 roku na miejscu dawnej karelskiej osady założyli twierdzę Viipuri (Wyborg). Później podejmowali wyprawy w dorzecze Newy i nad Jezioro Ładoga, tymczasowo zajmując cały obszar Przesmyku Karelskiego. Działania te zostały zakończone pokojem w Pahkinasaari w 1323, na mocy którego sporne tereny podzielono między Republikę Nowogrodu i Królestwo Szwecji. Granica biegła przez rzekę Siestra (Siestarjoki, Rajajoki), jezioro Saimaa, północną część regionu Savo i rzekę Kalajoki uchodząca do Zatoki Botnickiej. Viipuri (Wyborg) i część Przesmyku Karelskiego znalazło się po stronie szwedzkiej.
W okresie zależności Karelów od Nowogrodu społeczeństwo ostatecznie przeszło od opisywanej we wspólnym dla Finów i Karelów eposie Kalevala wspólnoty plemiennej o charakterze rodowym do feudalizmu. W tym okresie uformowała się także ostatecznie narodowość karelska, którą od Finów odróżniało wyznanie prawosławne. W odróżnieniu od Ingrii i terenów położonych na południowy wschód od Jeziora Ładoga, kolonizacja ruska niemal nie istniała. Jedynie w miastach pojawili się Rosjanie, którzy stanowili aparat administracyjny oraz duchowieństwo, pozostawiając dużą swobodę Karelom w rozwijaniu ich własnej kultury. Udział w chrystianizacji miejscowej ludności miały klasztor na wyspie Wałaam i na Wyspach Sołowieckich. Dawni karelscy przywódcy tworzyli warstwę bojarów, która do XVI wieku uległa rusyfikacji, a cieszący się dotychczas wolnością osobistą chłopi popadli w zależność pańszczyźnianą. Ewenementem był fakt, iż rolę panów feudalnych odgrywali najczęściej nie możni posiadacze ziemscy, lecz klasztory prawosławne.

## W składzie państwa rosyjskiego

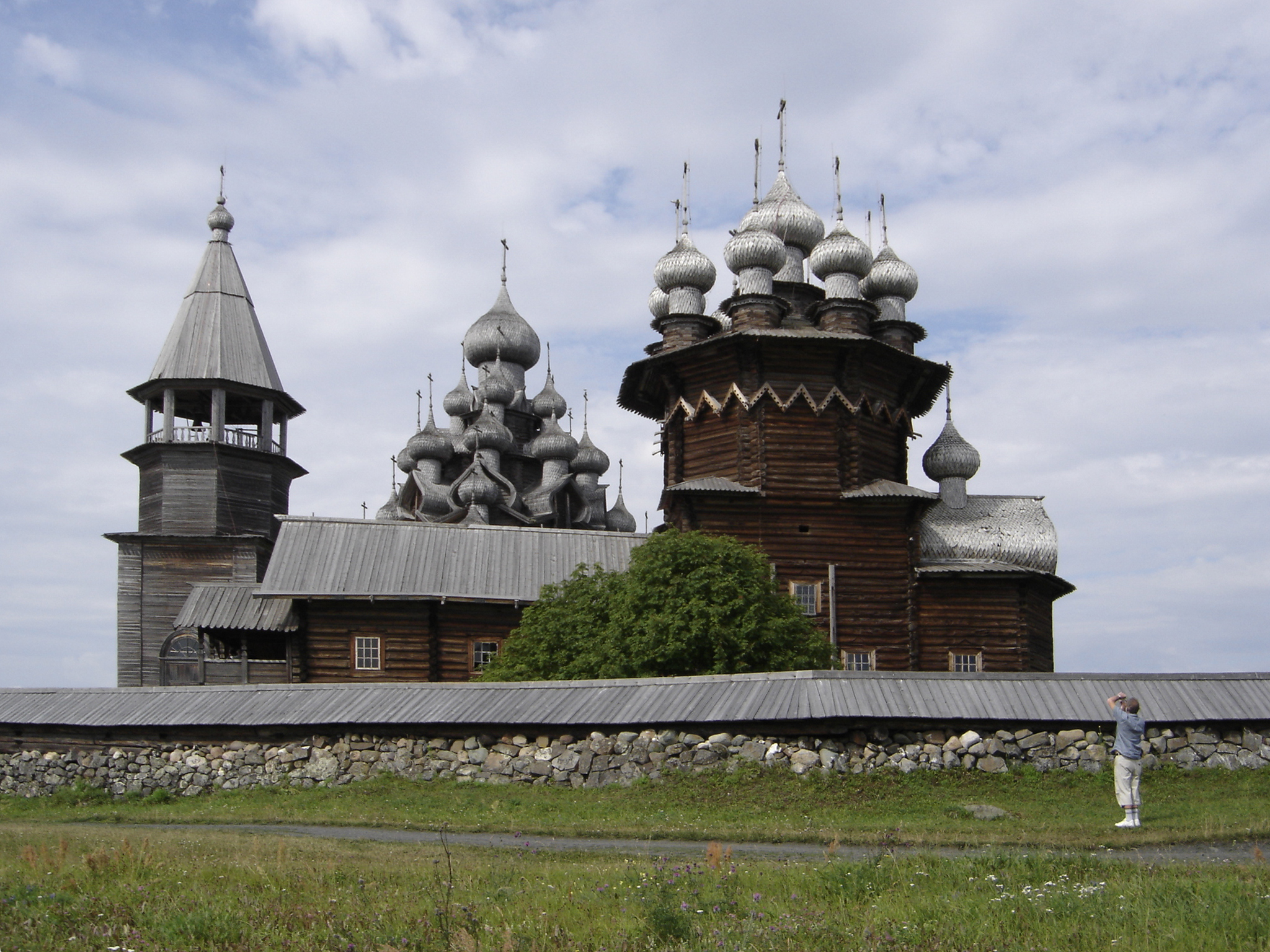
Cerkiew na wyspie Kiży - przykład starej karelskiej architektury sakralnej

W 1478 Karelia wraz z innymi ziemiami dotychczas wchodzącymi w skład Nowogrodu weszła w skład państwa rosyjskiego. 
W końcu XVI w. ponownie rozpoczęła się szwedzka ekspansja na ziemie Karelii. W 1581 Szwedzi zdobyli Käkisalmi (Korela) i zajęli cały Przesmyk Karelski, a także pewne inne obszary, na których pozostawali do roku 1595, kiedy to ziemie te odzyskała Rosja na mocy traktatu w Täyssinä. Jednak już po 16 latach, w 1611, po sześciomiesięcznym oblężeniu twierdza Koriela padła ponownie. W traktacie pokojowym z 1617 zwanym pokojem stołbowskim Rosja zmuszona była odstąpić Szwecji całość ziem Przesmyku Karelskiego, a także pewne inne obszary, co pociągnęło za sobą przesiedlenia dużej liczby Karelów na terytorium państwa rosyjskiego. Szacuje się, iż swoje domy opuściło około połowy wszystkich Karelów. Przesiedleńcy osiedlali się w rejonach przyległych do Karelii, lub w centralnej Rosji. Największa ich liczba (25.000-30.000 osób) osiadła w rejonie Tweru, gdzie wykształciła się z nich grupa etniczna tzw. twerskich Karelów (populacja ta w okresie międzywojennym była liczniejsza, niż populacja Karelów w Karelii, co świadczy o skali migracji z początku XVII wieku).
W 1649 r. założono nowe centrum administracyjno-handlowe Karelii - twierdzę Ołoniec (dawną karelską osadę Aunus), która zastąpiła znajdującą się w rękach szwedzkich Korielę (karelskie Käkisalmi) (noszącą wówczas szwedzką nazwę Kexholm). W XVII w. nastąpił znaczny rozwój hutnictwa żelaza na terenie kraju. 
W 1710 r. car Piotr I pokonał Szwedów w rejonie Przesmyku Karelskiego i zajął historyczne karelskie ziemie w tej części kraju, zaś na mocy traktatu pokojowego z Nystad (fin. Uusikaupunki) w 1721 r. formalnie przyłączył do Rosji pozostającą dotychczas w rękach szwedzkich południowo-zachodnią Karelię. 
W XVIII w. większość terytorium Karelii wchodziło w skład najpierw guberni petersburskiej, następnie nowogrodzkiej, a od 1784 r. - guberni ołonieckiej (ze stolicą w Pietrozawodsku). Pozostała część znajdowała się w składzie guberni wyborskiej i archangielskiej. 
Po opanowaniu przez Rosję szwedzkiej Finlandii i utworzeniu w 1809 r. Wielkiego Księstwa Finlandii - autonomicznej prowincji Cesarstwa Rosyjskiego włączono w jego skład tereny północnej części Przesmyku Karelskiego oraz pewne obszary na północ od niego, pozostające dotąd w bezpośredniej władzy Rosji. Ziemie te, od czasu exodusu Karelów z początku XVII w. zamieszkane były niemal w całości przez Finów, osiadłych na częściowo wyludnionych terenach. W kilku wioskach na pograniczu mieszkali Rosjanie, a na północy przez Karelów.
Od 2. połowy XVIII w południowej Karelii, w pobliżu nowej rosyjskiej stolicy - Sankt Petersburga feudalizm zaczął stopniowo przechodzić w kapitalizm. Kraj zaczął powoli rozwijać się, do czego przyczynił się ożywiony handel. W tym okresie pojawiła się grupa ludzi pracujących w przemyśle, głównie górniczym, nazwana później klasą robotniczą, jej liczebność była jednak niewielka (w 1897 r. ok. 3.000 osób na 215.000 mieszkańców Karelii). Rozwój nasilił się zwłaszcza po zniesieniu pańszczyzny w 1861 r. Karelia stała się ważnym ogniwem europejskiego handlu drewnem. Od lat 60. i 70. po jeziorze Onega i Morzu Białym zaczęły regularnie kursować parowce, niedługo potem zaczęto w kraju budować linie kolejowe.

## Okres radziecki

Flaga państwa karelskiego, proklamowanego w Uhtua

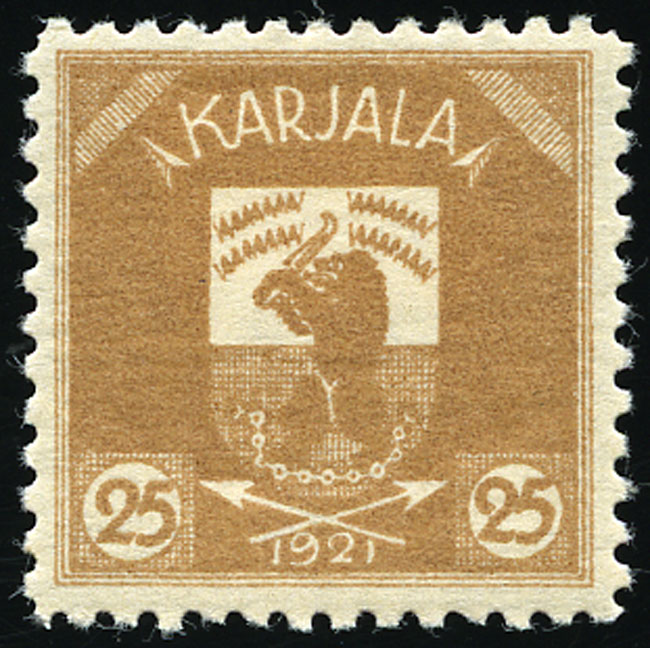
Znaczek pocztowy Karelii z 1921 r. przedstawiający herb państwa

Władza radziecka ustanowiła się w Karelii w listopadzie 1917 r. - kwietniu 1918 r. Od wiosny 1918 r. ziemie Karelii, dotąd znajdujące się na uboczu wojny, stały się areną walk pomiędzy Armią Czerwoną a oddziałami białogwardyjskimi i zagraniczną interwencją. Do lata 1919 r. komuniści zostali wyparci z części terytorium kraju, które opanowały wojska krajów Ententy oraz Finowie. Ci ostatni zajęli ziemie przyległe do ich nowo powstałego państwa. W 1918 r. w północnej części Karelii, w Uhtua (dzisiejsza Kalewała), proklamowane zostało niepodległe państwo karelskie. W wyniku intensywnych walk do marca 1920 r. Rosjanie odzyskali większość utraconych terenów na południu, wypierając interwentów i Finów, zaś do 1922 r. ostatecznie zlikwidowali Republikę w Uhtua, kładąc kres szansie na stworzenie niepodległego państwa lub zjednoczenie z Finlandią.

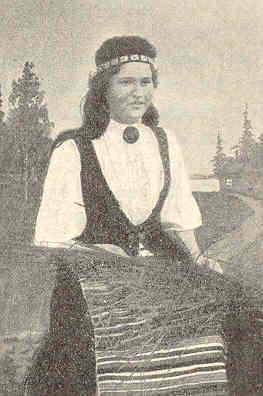
Karelski kobiecy strój ludowy, ok. 1900 r.

W październiku 1921 r. w północno-zachodniej części kraju miało miejsce powstanie chłopskie, spowodowane brakiem żywności i zmuszaniem chłopów do pracy. Mimo pomocy ze strony Finlandii powstanie zostało stłumione. 
Po zawarciu pokoju pomiędzy Rosją Radziecką a Finlandią po stronie fińskiej pozostały niewielkie skrawki historycznej Karelii, głównie w rejonie Leningradu. 
8 czerwca 1920 r. na zamieszkanych przez Karelów ziemiach guberni archangielskiej i ołonieckiej utworzono autonomiczną jednostkę administracyjną - Robotniczą Karelską Komunę. 
25 lipca 1923 r. Karelska Komuna Pracy została przekształcona w Karelską Autonomiczną Socjalistyczną Republikę Radziecką pozostającą w składzie Rosyjskiej Federacyjnej Socjalistycznej Republiki Radzieckiej.
W latach 20. i 30. w Karelii miał miejsce masowy proces industrializacyjny. Od podstaw zbudowano wiele gałęzi przemysłu: celulozowo-papierniczy, meblowy, górniczy, energetyczny. Ubocznym celem jaki przyświecał komunistom w działaniach zmierzających do uprzemysłowienia Republiki było wykształcenie w kraju licznej klasy robotniczej.
W okresie komunistycznym w Karelii, oprócz fabryk powstawały także łagry. Praca więźniów GUŁagu była ważnym czynnikiem wpływającym na rozwój kraju, m.in. doprowadziła do zbudowania w Karelii Kanału Białomorsko-Bałtyckiego. W 1940 r. więźniowie dostarczali np. 50% całości pozyskiwanego w kraju drewna. 
W latach 1929–1933 w kraju przeprowadzona została przymusowa kolektywizacja. 
Także w latach 30. ludność republiki, podobnie jak ludność innych część ZSRR dotknęły masowe represje stalinowskie. Podobnie jak w całym Związku Radzieckim prześladowano prawdziwych i domniemanych wrogów władzy radzieckiej, niezależnie od ich narodowości, a ponadto szczególnie nasilone represje zastosowano wobec żyjących w Karelii Finów. Finowie byli masowo wysiedlani na Syberię, a język fiński był eliminowany z życia publicznego (m.in. fińskojęzyczny napis z nazwą Karelskiej ASRR został usunięty z flagi tej republiki). W wyniku tych działań spośród 15.000 przedstawicieli tej narodowości zamieszkujących Karelię w 1934 r., w pięć lat później pozostało zaledwie ok. 8000. Zaczął też drastycznie spadać ogólny odsetek ludności karelskiej, zamieszkującej republikę z ok. 40% w 1920 roku do 13% w 1959 roku.

Godło Karelo-Fińskiej SRR

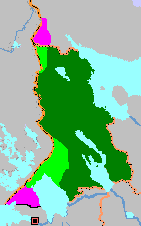
Mapa autonomii karelskiej z zaznaczonymi zmianami granic:
1. Karelska ASRR w latach 1923–1940 - kolor ciemnozielony
2. Karelo-Fińska SRR w latach 1940–1945 - kolor ciemnozielony, jasnozielony i fioletowy -(kolory jasnozielony i różowy - ziemie uzyskane od Finlandii po wojnie zimowej)
3. Karelo-Fińska SRR w latach 1945–1956 i Karelska ASRR (1956–1991) - kolory ciemnozielony i jasnozielony (kolor różowy - obszary wcielone do Rosyjskiej FSRR po II wojnie światowej)

W listopadzie 1939 roku między ZSRR a Finlandią wybuchła tzw. wojna zimowa (fin. Talvisota). Jej celem było opanowanie Finlandii przez Związek Radziecki i ustanowienie w niej władzy radzieckiej. Zdecydowany opór Finów w połączeniu z nieudolnością radzieckiego dowództwa uniemożliwiły zrealizowanie tego celu, ostatecznie jednak rosyjska przewaga liczebna spowodowała, iż przełamali oni tzw. linię Mannerheima i znaleźli się pod Viipuri (Wyborgiem). Mimo osiągniętych sukcesów i odparcia Armii Czerwonej na innych odcinkach frontu, 13 marca Finowie byli zmuszeni podpisać traktat pokojowy, na mocy którego większość ziem fińskiej Karelii przeszła w ręce ZSRR. Tereny te były zrujnowane przez działania wojenne, a ponadto część pozostałego majątku narodowego przeniesiono do Finlandii. Zamieszkująca przekazane ZSRR obszary ludność w zdecydowanej większości (ok. 420 tys.osób) opuściła domy, repatriując się do Finlandii.
Po wojnie zimowej, 31 marca 1940 Karelska Autonomiczna Socjalistyczna Republika Radziecka została powiększona o część odebranych Finlandii terenów i przekształcona w Karelo-Fińską Socjalistyczną Republikę Radziecką będącą 16. republiką związkową w składzie ZSRR. Przekształcenie Karelskiej ASRR w Karelo-Fińską SRR miało być kolejnym krokiem w kierunku zamierzanej aneksji Finlandii. 
Po niemieckim ataku na Związek Radziecki (1941 r.) znaczna część kraju została zajęta przez wojska fińskie (tzw. wojna kontynuacyjna).
Armia Czerwona do końca czerwca 1944 odzyskała utracone terytoria i przyłączyła do Karelo-Fińskiej SRR, nadając jej kształt granic istniejący do dzisiaj. W wyniku działań wojennych gospodarka Karelii znacznie ucierpiała, kraj poniósł także duże straty w ludziach. Fiński rząd, chcąc ocalić niepodległość swojego kraju, zmuszony był do negocjacji ze Związkiem Radzieckim i obrócenia się przeciwko swoim dotychczasowym niemieckim sprzymierzeńcom. 
Okres powojenny to czas odbudowy i rozwoju kraju, ale zarazem nasilonego osadnictwa, głównie rosyjskiego, w mniejszym stopniu ukraińskiego i białoruskiego, które powodowało dalszy, choć mniej drastyczny niż w okresie międzywojennym spadek udziału procentowego Karelów w populacji kraju.
16 lipca 1956, po ostatecznej rezygnacji z planów aneksji Finlandii ponownie zmieniono status republiki, powracając do stanu sprzed 1940 r. tj. Karelo-Fińska SRR została włączona do Rosyjskiej FSRR jako Karelska ASRR.

## Okres poradziecki
9 sierpnia 1990 r. w warunkach narastającego kryzysu ZSRR Rada Najwyższa Karelii przyjęła deklarację o suwerenności. Nie miała ona jednak znaczenia prawnego; z punktu widzenia prawa ZSRR możliwość secesji miały jedynie republiki związkowe. 13 listopada 1991 zmieniono oficjalną nazwę kraju - odtąd nazywa się on Republika Karelii (lub Republika Karelia). 31 marca 1992 r. władze Karelii zawarły porozumienie, na mocy którego kraj stał się pełnoprawnym podmiotem Federacji Rosyjskiej. Rozpoczął się proces demokratyzacji (który uległ zahamowaniu) i budowania zrębów gospodarki rynkowej. 
12 lutego 2001 została uchwalona Konstytucja Karelii.
Pod względem gospodarczym po rozpadzie Związku Radzieckiego Karelię, jak większość innych ziem dawniej wchodzących w skład tego państwa, dotknął głęboki kryzys ekonomiczny, którego nie udało się przezwyciężyć do dziś. W wyniku spowodowanej kryzysem migracji ludności w latach 1992–2012 populacja Karelii zmniejszyła się o 20%.
W 2007 były wiceminister spraw zagranicznych Rosji Andriej Fiodorow ogłosił, że grupa doradców prezydenta Borysa Jelcyna rozważała sprzedanie Finlandii Karelii. W 1992 Rosjanie wycenili Karelię na 15 miliardów dolarów. Pieniądze te miały załatać dziury w budżecie Federacji Rosyjskiej. Do transakcji nie doszło, a fińscy przywódcy z tamtych lat dementują ten fakt i zarzekają się, że nie dostali żadnej propozycji zakupu. W Finlandii sprawa Karelii to temat tabu, na którym nikt nie próbuje zbijać kapitału politycznego. Mimo że 1/3 Finów popiera powrót kresów do macierzy, to kolejne rządy w Helsinkach, w imię dobrych stosunków z Moskwą dyplomatycznie unikają rewizji traktatu pokojowego z Rosją.